# 日下皓
日下 皓（くさか しろい）は、日本の漫画家。女性。主に角川書店の漫画雑誌にて活動。

## 経歴
『小説JUNE』1997年10月号掲載の「不快指数100」で漫画家デビュー。以後、休刊する2004年4月号まで同誌に短編や4コマ漫画を定期的に掲載する。
2004年末までは、那賀口港というペンネームで同人活動を行っていた。
2004年にアダルトゲームブランドNavelの処女作『SHUFFLE!』を一般コミック化。以後、Navelが制作したゲームのコミック化、小説のイラストなどを手掛けて人気を博す。

## 主な作品

### 連載作品
- 日下皓4コマ劇場

『小説JUNE』（マガジン・マガジン）にて連載。
- SHUFFLE! -DAYS IN THE BLOOM-（原作Navel）

『コンプティーク』（角川書店）に2003年12月号から2006年12月号まで連載。
- Tick! Tack! -NEVER SAY GOODBYE-（原作Navel）

『コンプエース』（角川書店）に2006年3月号から2007年4月号まで連載。
- Really? Really! -REMEMBER MEMORIES-（原作Navel）

『コンプティーク』に2007年2月号から2008年1月号まで連載。
- 俺たちに翼はない〜Prelude〜（原作Navel）

『コンプティーク』に2008年9月号から2009年1月号まで連載。
- メイのないしょ -make miracle-

『ドラゴンエイジピュア』（富士見書房）にVol.7からVol.15まで連載。その後『月刊ドラゴンエイジ』に移籍し2009年6月号から2011年1月号まで連載。
- 俺たちに翼はない 〜Rhapsody〜（原作Navel）

『月刊コンプエース』に2009年1月号から2010年2月号まで連載。
- 俺たちに翼はない（原作Navel）

『コンプティーク』に2009年3月号から2010年5月号まで連載。
- めぐ♥みるく

『月刊コンプエース』に2010年9月号から2011年11月号まで連載。

### 単行本
- 『SHUFFLE! -DAYS IN THE BLOOM-』全6巻（角川コミックス・エース、角川書店）
- 『Tick! Tack! -NEVER SAY GOODBYE-』全1巻（角川コミックス・エース、角川書店）
- 『Really? Really! -REMEMBER MEMORIES-』全2巻（角川コミックス・エース、角川書店）
- 『俺たちに翼はない〜Prelude〜』全1巻（角川コミックス・エース、角川書店）
- 『メイのないしょ -make miracle-』全4巻（ドラゴンコミックスエイジ、富士見書房）
- 『俺たちに翼はない〜Rhapsody〜』全2巻（角川コミックス・エース、角川書店）
- 『俺たちに翼はない』全2巻（角川コミックス・エース、角川書店）
- 『めぐ♥みるく』全3巻（角川コミックス・エース、角川書店）

### 小説挿絵
- 『SHUFFLE!』全7巻（原作：Navel、著：小形聖史、角川書店）
- 『Tick!Tack! - サンダーキックな恋物語（ラブストーリー）』（原作：Navel、著：工藤治、角川書店）
- 『Really? Really! 恋のジグソーパズル』（原作：Navel、著：小形聖史、角川書店）